# جان پورتمن
جان سی. پورتمن پسر (به انگلیسی: John C. Portman, Jr) (زاده ۴ دسامبر ۱۹۲۴ - درگذشته ۲۹ دسامبر ۲۰۱۷)، معمار آمریکایی تبار سده بیستم بود.
او را به خاطر طراحی ساختمان‌های تجاری فراوانش می‌شناختند. از ویژگی‌های طرح‌هایش به کار بردن فراوان از فضا های آتریمی می‌باشد.
او دانش‌آموخته مؤسسه فناوری جرجیا بود.

## نگارخانه برخی آثار

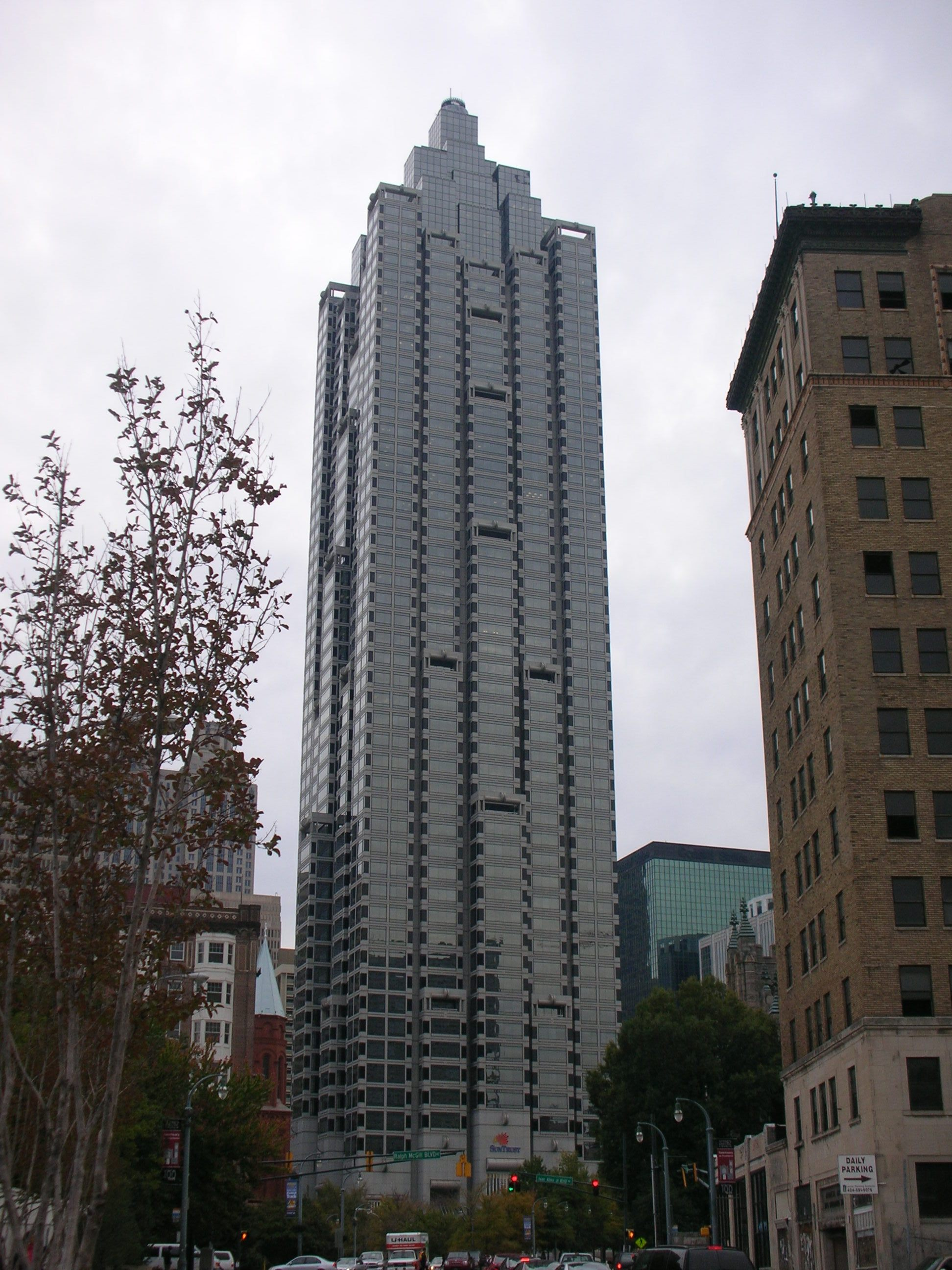
برج سان تراست پلازا، آتلانتا
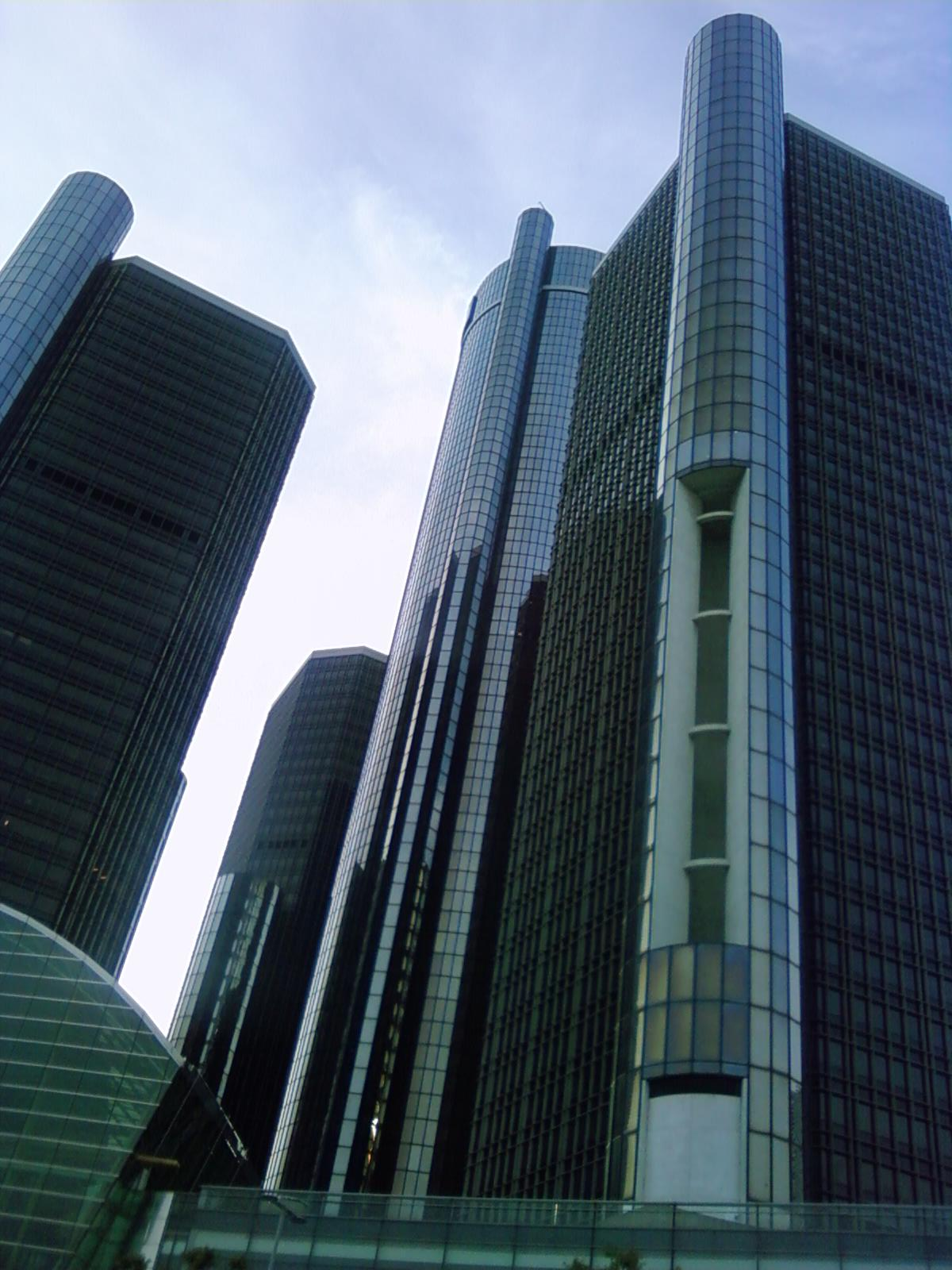
مرکز رنسانس، دترویت
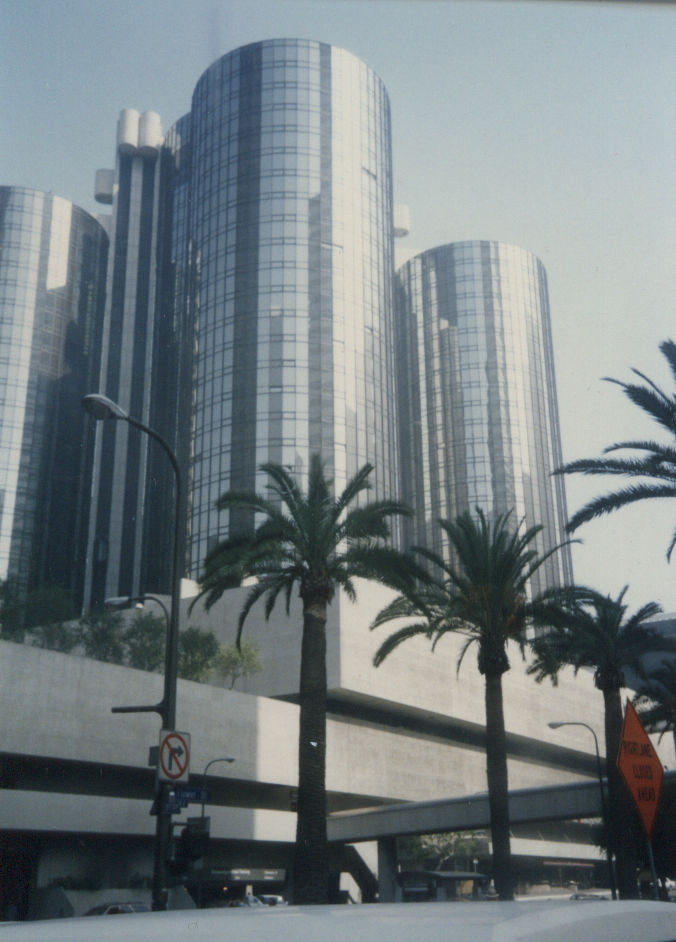
هتل Westin Bonaventure، لس آنجلس، کالیفرنیا
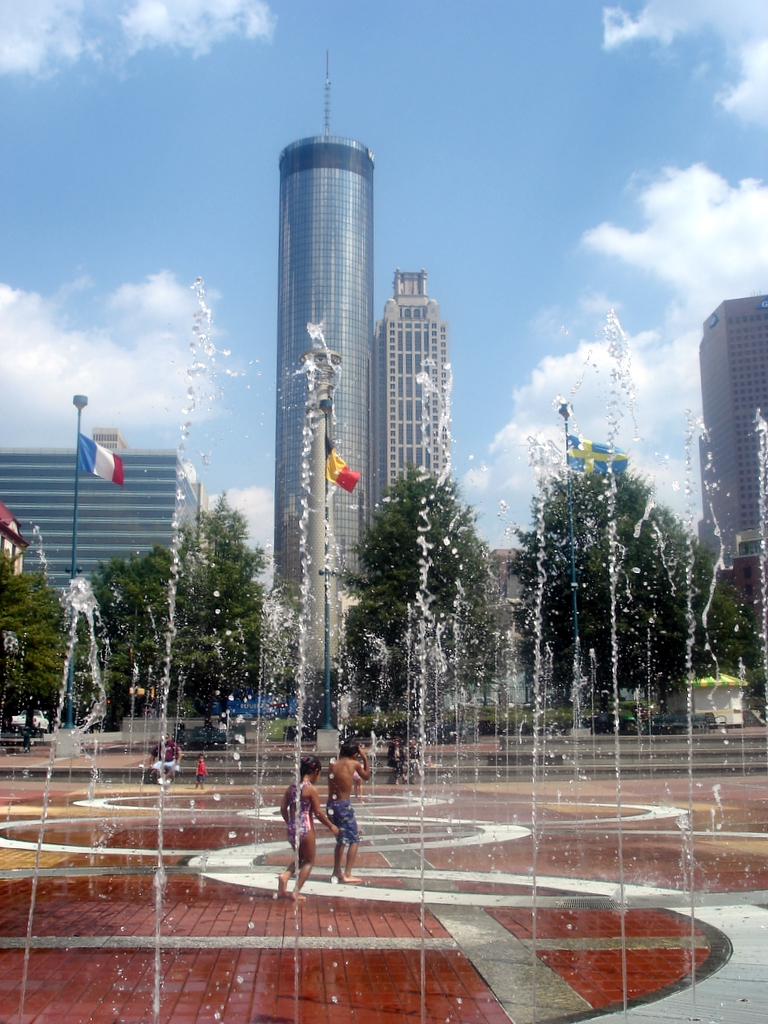
برج Westin آتلانتا